# فاي ببكر
فاي ببكر (بالإنجليزية: Fay Baker)‏ هي روائية وممثلة أمريكية، ولدت في 31 يناير 1917 بنيويورك في الولايات المتحدة، وتوفيت في 8 ديسمبر 1987 في الولايات المتحدة.

## وصلات خارجية
- فاي ببكر على موقع IMDb (الإنجليزية)
- فاي ببكر على موقع ألو سيني (الفرنسية)
- فاي ببكر على موقع أول موفي (الإنجليزية)
- فاي ببكر على موقع قاعدة بيانات برودواي على الإنترنت (الإنجليزية)
- فاي ببكر على موقع قاعدة بيانات الأفلام السويدية (السويدية)
- فاي ببكر على موقع قاعدة بيانات الفيلم (الإنجليزية)
- فاي ببكر على موقع كينوبويسك (الروسية)